# Nicolas Surovy
Nicolas Surovy (Los Ángeles, California, 30 de junio de 1944) es un actor estadounidense. Es un actor conocido por Todos mis hijos (1970), Eternamente joven (1992) y Star Trek: Voyager (1995).

## Biografía
Es el hijo del actor Walter Szurovy y de la diva de ópera Risë Stevens. Nicolas atendió la Escuela Juilliard después de haber estado en la Guerra de Vietnam. Luego empezó de lleno su carrera como actor en el teatro, la televisión y el cine. Está casado con Marguerite Surovy y ambos tienen una hija, que nació en 1990.

## Filmografía

### Películas
- 1979: La aventura del Mayflower
- 1985: Las Vegas Cop
- 1986: Anastasia
- 1988: Steal the sky
- 1992: Eternamente joven
- 1993: 12:01
- 1995: Breaking Free
- 1996: Max, el héroe
- 1996: La caza de Eichmann
- 1997: When Danger Follows You Home
- 2002: The Big Time

### Series de televisión
- 1970: Todos mis hijos
- 1975: Ryan´s Hope
- 1995: Star Trek: Voyager